# آلین ریرا
آلین ریرا (انگلیسی: Aline Riera؛ زادهٔ ۲۱ ژانویهٔ ۱۹۷۲) بازیکن فوتبال اهل فرانسه است.
وی همچنین در تیم ملی فوتبال زنان فرانسه بازی کرده‌است.